# Frank Tchoubaye
Frank Hervé Tchoubaye Bakala (15 aprile 1992) è un cestista camerunese.

## Carriera
Con il Camerun ha disputato tre edizioni dei Campionati africani (2013, 2015, 2021).